# 拜莱格
拜莱格，是匈牙利绍莫吉州所辖的一个村。总面积17.99平方公里，总人口628，人口密度34.9人/平方公里（2011年1月1日）。